# 馬場啓之助
馬場 啓之助（ばば けいのすけ、1908年11月23日 - 1988年11月2日）は、日本の経済史学者、一橋大学名誉教授。一橋大学経済学部長、一橋大学学長（事務取扱）、社会保障研究所所長等を務めた。

## 人物
福井市生まれ。横浜育ち。福井市足羽小学校、横浜小学校、第二横浜中学校（現神奈川県立横浜翠嵐高等学校）を経て、1931年東京商科大学（現一橋大学）本科卒。山内得立に師事。
東亜研究所副調査員などとして研究。外務省嘱託として香港への派遣や、大日本帝国陸軍比島軍政監部付を務め、村田省蔵の比島調査委員会で杉村広蔵委員の下、補助委員として調査に従事した。
杉村が理事を務めた交易営団で総務部総務課長代理などを経て、戦後は農林省農業総合研究所計画部長を経て、1952年学習院大学教授、56年一橋大学教授、61年経済学部長、「近代経済学方法論」で一橋大経済学博士。1965年一橋大学附属図書館長、1969年一橋大学学長事務取扱の他、評議員などを務め、72年定年退官、名誉教授、社会保障研究所所長。81年退任。88年従四位。
指導学生に後藤晃など。

## 著書

### 単著
- 『歴史意識』（刀江書院 1936 社会哲学叢書）
- 『ジヨン・S.ミル』（東洋経済新報社 1947 現代経済学叢書）
- 『経済学の哲学的背景』（同文館 1951）
- 『経済学初歩』（同文館 1954）
- 『農村経営論』（東洋経済新聞社 1955）
- 『経済学方法論：社会形態と経済理論』（春秋社 1956 現代経済学全集 改訂版1961）
- 『経済思想』（評論社 1958 社会諸学基礎講座）
- 『貿易』（春秋社 1959日本経済の分析）
- 『近代経済学方法論』（勁草書房 1960）
- 『マーシャル』（勁草書房 1961 思想学説全書）
- 『社会科学としての経済学』（春秋社 1969）
- 『近代経済学史』（東洋経済新報社 1970 経済学入門叢書）
- 『資本主義の逆説』（東洋経済新報社 1974）
- 『福祉社会の日本的形態』（東洋経済新報社 1980 東経選書）

### 編著
- 『蚕糸業の経済的分析』（日本評論社 1950）
- 『食糧政策の転換と組合金融の問題』（農業総合研究刊行会 1952）
- 『日本農業読本』（東洋経済新報社 1953 全訂版1960・新版1964）
- 『フィリピンの経済開発』（アジア経済研究所 1962）
- 『農業近代化への道：その現実と展望』（東洋経済新報社 1970）

### 共編著
- （小林節夫）『高齢化社会と経営』（中央法規出版 1983 高齢化社会シリーズ）

### 翻訳
- セオドア・W.シュルツ『農業の経済組織』（川野重任共監訳 中央公論社 1958）
- マーシャル『経済学原理』全4巻 （東洋経済新報社 1965-67）
- ドナルド・デューイ『不完全競争の理論 一つの根本的な再構成』（沖田健吉共訳 東洋経済新報社 1971）

## 参考
- 「名誉教授馬場啓之助年譜」『一橋論叢』第70巻第5号、日本評論社、1973年11月、502-504頁、doi:10.15057/1977、hdl:10086/1977、ISSN 0018-2818。